# Nicolò Fagioli
Nicolò Fagioli (* 12. Februar 2001 in Piacenza) ist ein italienischer Fußballspieler, der bei Juventus Turin unter Vertrag steht und aktuell als Leihspieler für AC Florenz spielt. Fagioli ist auch A-Nationalspieler.

## Karriere

### Verein
Fagioli begann 2008 bei Piacenza Calcio 1919 mit dem Fußballspielen. Über die US Cremonese wechselte er 2015 in die Jugendabteilung von Juventus Turin. Am 12. September 2017 gab er bei der 0:1-Auswärtsniederlage gegen die U19-Mannschaft des FC Barcelona sein Debüt in der UEFA Youth League. Nach diesem Spiel kam er dort in der Saison 2017/18 nicht mehr zum Einsatz, da seine Mannschaft bereits nach der Gruppenphase ausgeschieden war. In der U19-Liga kam Fagioli auf drei Einsätze und in der U17-Liga auf 22 Einsätze (zwölf Tore). Mit Juventus erreichte er die Finalrunde der U17-Meisterschaft und dort das Halbfinale, welches mit 0:3 gegen Atalanta Bergamo verloren wurde. In der Saison 2018/19 erreichte Fagioli mit der U19-Mannschaft von Juventus in der Youth League die Zwischenrunde – er spielte alle sechs Spiele. In der U19-Liga stand er 19-mal auf dem Platz und erzielte sechs Treffer. Am 24. September 2018 gab Fagioli unter Mauro Zironelli bei der 0:4-Auswärtsniederlage gegen Carrarese Calcio in der Serie C sein Debüt für die U23-Mannschaft, als er in der 75. Spielminute für Grigoris Kastanos eingewechselt wurde. Am 27. Januar 2019 saß er unter Trainer Maurizio Sarri erstmals für die erste Mannschaft in der Serie A auf der Bank, kam jedoch nicht zum Einsatz. In der Spielzeit 2019/20 schaffte er mit der U19-Mannschaft den Einzug ins Achtelfinale der Youth League, wo man gegen Real Madrid ausschied. Im U19-Pokal spielte Fagioli beide Halbfinals gegen die AC Florenz, ausschied dort allerdings ebenfalls aus. Mit der U23-Mannschaft gewann er unter Fabio Pecchia die Coppa Italia Serie C. In der Serie C absolvierte er fünf Spiele und spielte in den Aufstiegs-Playoffs, die Juventus verlor. Ebenfalls kam er auf 14 Einsätze und drei Tore in der U19-Liga. Am 27. Januar 2021 gab Fagioli unter Andrea Pirlo sein Debüt für die Profis in der Coppa Italia beim 4:0-Heimsieg gegen SPAL Ferrara. Am 22. Februar 2021 gab er beim 3:0-Heimsieg gegen den FC Crotone sein Debüt in der Serie A, als er in der 70. Spielminute für Rodrigo Bentancur eingewechselt wurde. Ebenfalls spielte er in der Saison 2020/21 19 Spiele für die U23-Mannschaft (zwei Tore) und erreichte erneut das Aufstiegs-Playoff, wo man aber erneut scheiterte.
Am 3. Februar 2025 wechselte er innerhalb der italienischen Serie A auf Leihbasis zur AC Florenz.

### Nationalmannschaft
Fagioli spielte während der U-17-Fußball-Europameisterschaft 2018 für die italienische U17 meistens in der Startelf. Im Finale gegen die Niederlande wurde er in der 55. Spielminute für Giuseppe Leone eingewechselt. Zu dem Zeitpunkt stand es 1:0 für die Niederlande. Italien drehte das Spiel zu einer 2:1-Führung – zweimal durch die Vorlage von Fagioli. Jedoch glichen schließlich auch die Niederlande aus und schlugen Italien im Elfmeterschießen.
Mit der italienischen U19-Nationalmannschaft schied Fagioli bei der U-19-Fußball-Europameisterschaft 2019 nach der Gruppenphase aus.
Im Jahr 2021 wurde Fagioli von Paolo Nicolato erstmals in die Italienische U21-Nationalmannschaft berufen. Er gab sein Debüt am 3. September 2021 in Empoli beim 3:0-Sieg gegen Luxemburg.
Am 16. November 2022 debütierte Fagioli unter Roberto Mancini in der A-Nationalmannschaft der Azzurri gegen Albanien. 
Bei der Europameisterschaft 2024 in Deutschland gehörte Fagioli trotz seiner erst am 19. Mai abgelaufenen Sperre zum italienischen Kader.

## Ermittlungen wegen Sportwetten
Im Oktober 2023 ermittelte die italienische Staatsanwaltschaft gegen Nicolò Fagioli, Sandro Tonali und Nicolò Zaniolo wegen des Verdachts auf unerlaubte Sportwetten. Noch im selben Monat wurde Fagioli aufgrund unerlaubter Sportwetten zu einer wettbewerbsübergreifenden Sperre von 12 Monaten verurteilt, wovon 5 Monate zur Bewährung ausgesetzt waren, sofern sich Fagioli an Auflagen wie eine Therapie gegen seine Spielsucht hielt. In Italien ist es Fußballspielern verboten, auf Spiele zu wetten.

## Erfolge
Persönliche Auszeichnungen
- Bester U23-Spieler der Serie A: 2022/23[12]

Juventus U23
- Coppa-Italia-Serie-C-Sieger: 2019/20

Juventus Turin
- Supercoppa-Italiana-Sieger: 2020
- Coppa-Italia-Sieger: 2020/21

Nationalmannschaft
- U-17-Vize-Europameister 2018